# Lasiodora striatipes
Lasiodora striatipes är en spindelart som först beskrevs av Anton Ausserer 1871.  Lasiodora striatipes ingår i släktet Lasiodora och familjen fågelspindlar. Inga underarter finns listade i Catalogue of Life.